# Sporonchulus ibitensis
Sporonchulus ibitensis är en rundmaskart. Sporonchulus ibitensis ingår i släktet Sporonchulus och familjen Mononchidae. Inga underarter finns listade i Catalogue of Life.